# Système nerveux entérique
 (mars 2019).
Si vous disposez d'ouvrages ou d'articles de référence ou si vous connaissez des sites web de qualité traitant du thème abordé ici, merci de compléter l'article en donnant les références utiles à sa vérifiabilité et en les liant à la section « Notes et références ».

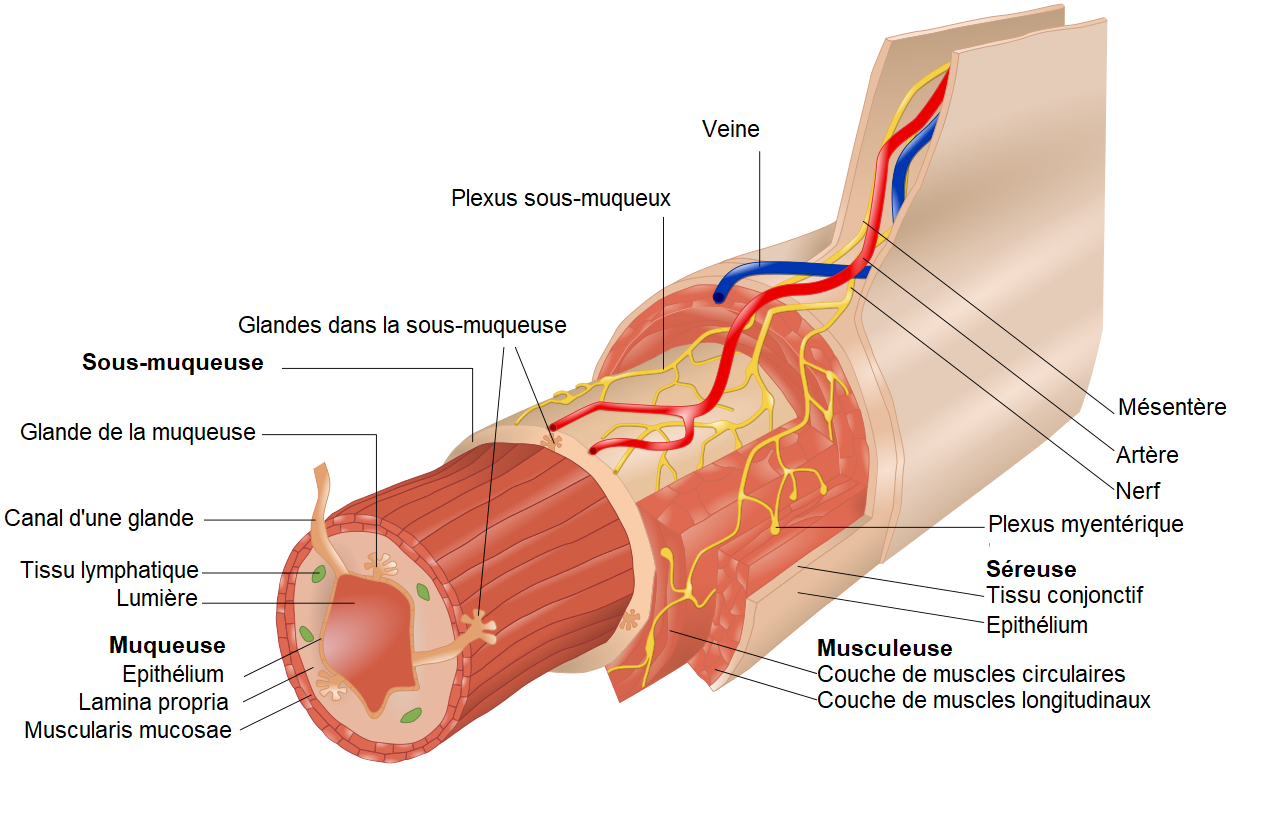
nerf innervant le tube intestinal et plexus nerveux.

Le système nerveux entérique est la partie du système nerveux autonome qui contrôle le système digestif aussi bien pour l'activité motrice (péristaltisme, vomissements, complexes moteurs migrants, réflexes entériques) que pour les sécrétions et la vascularisation. La neurogastroentérologie, l'étude du système nerveux entérique, a fait de nombreux progrès à la fin des années 1990.

## Description
L'innervation du tube digestif est régie par deux réseaux nerveux : un réseau intrinsèque, appelé le système nerveux entérique qui comprend des neurones situés dans la paroi du tube digestif, et un réseau extrinsèque, apporté par des fibres nerveuses extérieures. Bien qu'il soit en interaction avec les autres parties du système nerveux autonome, le système entérique fonctionne de façon indépendante des autres centres nerveux.
Le système nerveux entérique est constitué principalement de deux plexus ganglionnaires qui s'étendent sur toute la longueur du tube digestif : le plexus myentérique (ou plexus d'Auerbach), qui se trouve entre les muscles longitudinaux et les muscles circulaires, et le plexus sous-muqueux (ou plexus de Meissner), situé dans la sous-muqueuse. Le premier contrôle la motricité et le second les sécrétions : toutefois, cette relation n'est pas aussi binaire et il existe de nombreuses interconnexions entre les deux plexus. Il est à noter qu'il existe un plexus sous-séreux, situé sous la tunique externe (la séreuse) mais il est inconstant et joue un rôle mineur dans les processus relatifs à la digestion. De plus, dans le chorion de la muqueuse (tissu conjonctif aréolaire), des fibres nerveuses s'organisent en un plexus muqueux appelé le plexus d'Isawa. Son rôle est inconnu. 
Le système entérique comporterait, selon les estimations, environ 500 millions de neurones tapissant la paroi intestinale (200 fois moins que le cerveau et cinq fois plus que la moelle épinière et à peu près autant que dans le cortex d'un macaque rhésus).
On retrouve au sein du système entérique une partie des neurotransmetteurs du système nerveux central (sérotonine, acétylcholine, noradrénaline, GABA, etc.), mais également des neurotransmetteurs spécifiques tels que le VIP, le NO, la leu-enképhaline, met-enképhaline, neuropeptide Y, la cholécystokinine, la bombésine, etc. Environ 95 % de la  sérotonine du corps est produite par le système nerveux entérique, ainsi qu’environ 50 % de la dopamine.
Les neurones du plexus sous-muqueux et du plexus myentérique sont de trois types : neurones sensitifs, neurones effecteurs et interneurones.
- Les neurones sensitifs peuvent être de type mécano-, thermo-, ou chémorécepteurs.
- Les neurones effecteurs peuvent être de type moteur ou glandulaire. 
  - Les neurones moteurs (motoneurones) sont à l'origine de deux types de mouvements : les cadences rythmiques qui constituent le péristaltisme, et les mouvements réflexes en réponse à une stimulation des neurones sensitifs. Ils sont plus présents dans le plexus myentérique d'Auerbach.
  - Les neurones glandulaires (neurones vaso-sécréto-moteurs) contrôlent la sécrétion des glandes et le débit sanguin local. Ils sont préférentiellement localisés dans le plexus sous-muqueux de Meissner.

Le système nerveux entérique permet un contrôle local de la motilité et des sécrétions digestives sans passer par des centres d'intégrations du système nerveux central (dans le cerveau ou dans la moelle épinière). Par exemple, le passage du bol alimentaire dans l’œsophage fait intervenir un processus de motilité coordonné appelé péristaltisme. Ce mouvement permet l'acheminement du bol alimentaire jusque dans l'estomac et ne fait intervenir que le système nerveux entérique, et plus particulièrement le plexus myentérique. Les réflexes locaux sont donc pris en charge par le système nerveux entérique. L'innervation extrinsèque, constituée de fibres para- et ortho-sympathiques, seront chargées d'une régulation de l'activité en fonction des situations, de l'apport vasculaire, ou encore de l'intégration de la motilité digestive dans sa globalité. Par exemple, l'arrivée du bol alimentaire dans l'estomac va engendrer un réflexe plus loin dans le tube digestif, comme dans le côlon (réflexe gastro-colique) qui va pousser les fèces vers le rectum ; un tel réflexe, qui fait intervenir deux segments éloignés, va passer par les afférences et les efférences extrinsèques.  

### Innervation extrinsèque
Le système nerveux entérique étant considéré lui-même comme une troisième subdivision du système nerveux autonome (ou végétatif), il possède des fonctions autonomes et peut fonctionner indépendamment d'une innervation extrinsèque. Toutefois, le système digestif reçoit également une innervation par des fibres orthosympathiques et parasympathiques qui forment l'innervation extrinsèque du système digestif. Ces fibres nerveuses sont connectées aux plexus ganglionnaires entériques faisant partie intégrante du système nerveux entérique et font donc le lien avec l'innervation intrinsèque. 
L'innervation parasympathique est principalement assurée par le nerf vague (X), également appelé nerf pneumo-gastro-entérique. Le nerf vague porte son nom en raison de la vaste étendue de son innervation ; c'est également le nerf parasympathique principal. Il assure l'innervation parasympathique de quasiment tout le tube digestif et de ses glandes annexes : œsophage, estomac, intestins, pancréas, foie et vésicule biliaire. Toutefois, l'innervation parasympathique de la partie distale du tube digestif (hémicadre colique gauche, du dernier tiers du côlon transverse jusqu’au rectum) est assurée par des fibres parasympathiques d'origine sacrée, qui cheminent à travers les nerfs splanchniques pelviens. Les neurones préganglionnaires parasympathiques proviennent donc respectivement du noyau moteur dorsal du nerf vague et de la colonne intermédiolatérale des segments sacrés S1 à S3. Le nerf vague et les nerfs splanchniques pelviens acheminent les axones des neurones préganglionnaires vers la paroi du système digestif : les neurones préganglionnaires font synapses avec des neurones postganglionnaires parasympathiques intrapariétaux ou parfois extrapariétaux pour les glandes annexes. Les neurones postganglionnaires parasympathiques intrapariétaux font partie intégrante du système nerveux entérique et sont disséminés dans les plexus ganglionnaires entériques.
L'innervation orthosympathique est assurée par les ganglions de la chaine prévertébrale, notamment par les ganglions cœliaque, mésentérique supérieur et mésentérique inférieur. Les neurones préganglionnaires sont situés dans la colonne intermédiolatérale des segments spinaux thoracolombaires T5 à L2/L3 et rejoignent les ganglions orthosympathiques de la chaine prévertébrale en cheminant principalement à travers les nerfs splanchniques grand thoracique et petit thoracique. Ils font alors synapse dans ces ganglions avec un neurone postsynaptique orthosympathique, et ces derniers rejoignent la paroi du tube digestif où elles font synapse avec des neurones des plexus entériques. 
Habituellement, les efférences parasympathiques augmentent les activités digestives en augmentant la vascularisation, les sécrétions et la motricité, tandis que les efférences orthosympathiques ont un rôle opposé, en inhibant les processus liés à la digestion. La distribution anatomique des ganglions du système nerveux autonome explique que l'étendue de la partie du tractus gastrointestinal qui réagit, est assez différente selon que la stimulation provient du versant parasympathique ou orthosympathique ; en effet, les fibres parasympathiques post-ganglionnaires naissent directement dans les plexus mêmes du tube digestif, et le territoire innervé est donc plus réduit. Au contraire, les ganglions sympathiques sont le plus souvent localisés en dehors du tube digestif, et les fibres postganglionnaires qui s'en échappent contrôlent un territoire plus vaste. 
Le système nerveux autonome répond lui-même à une régulation dépendant de centres nerveux supérieurs localisés notamment au niveau de l'hypothalamus.

### Embryologie du système nerveux entérique
Le système nerveux entérique provient des cellules des crêtes neurales de deux territoires : 
- Les cellules des crêtes neurales vagales
- Les cellules des crêtes neurales lombosacrée

Les cellules des crêtes neurales vagales et lombosacrées fournissent les neurones postganglionnaires parasympathiques, orthosympathiques ainsi que les neurones entériques disséminés dans la paroi, qui s'organisent en plexus entériques (plexus sous-muqueux de Meisser, plexus myentérique d'Auerbach, plexus sous-séreux, plexus muqueux d'Isawa). Par ailleurs, les cellules associées à ces neurones proviennent également des cellules neurales (les cellules satellites). Les cellules des crêtes neurales vagales fournissent l'essentiel des neurones qui innervent le tractus gastro-intestinales : elles forment l'innervation de l’œsophage, l'estomac, le duodénum, le jéjunum, l'iléon, le côlon ascendant, les deux-tiers proximaux du côlon transverse, ainsi que les glandes annexes (le pancréas notamment). En revanche, la partie terminale du tube digestif (du tiers distal du côlon transverse jusqu'au rectum, en incluant le côlon descendant et le côlon sigmoïde) provient essentiellement des cellules des crêtes neurales lombosacrées.
L’importance des cellules des crêtes neurales sacrées dans l’innervation de l’intestin est démontrée par la maladie de Hirschsprung (mégacôlon congénital) qui résulte d’un défaut d’innervation de la portion terminale du côlon par les cellules des crêtes neurales lombo-sacrées.

### Origine
Selon le neurophysiologiste Michel Neunlist, le système nerveux entérique est plus qu'un second cerveau : il est le cerveau original, puisque les organismes primitifs pluricellulaires n'avaient pas de système nerveux encéphalique, mais un tube digestif innervé. Au cours de l'évolution, les animaux ont développé un système sensoriel complexe (vue, ouïe, odorat) utiles pour chercher la nourriture, ce qui a entraîné le développement de l'encéphale.[réf. nécessaire]

### Filmographie
- Le ventre notre deuxième cerveau, documentaire de Cécile Denjean, Arte France, 2013, 55 minutes, diffusé le 4 septembre à 22 h 40 sur Arte.